# بيلي دانيلز
بيلي دانيلز (بالإنجليزية: Billy Daniels)‏ هو لاعب كرة قدم بريطاني، ولد في 3 يوليو 1994 في برستل في المملكة المتحدة. لعب مع كوفنتري سيتي ونوتس كاونتي.

## وصلات خارجية
- بيلي دانيلز على موقع قاعدة بيانات كرة القدم.إي يو (الإنجليزية)
- بيلي دانيلز على موقع Soccerbase.com (لاعب) (الإنجليزية)
- بيلي دانيلز على موقع Soccerway.com (الإنجليزية)